# Kolomna
Kolomna (en ruso: Коломна) es una ciudad perteneciente al óblast de Moscú, situada en la confluencia de los ríos Moscova y Oká. Según el censo del año 2010 tiene una población de 148.430 habitantes. Fue fundada en el año 1177.

## Historia

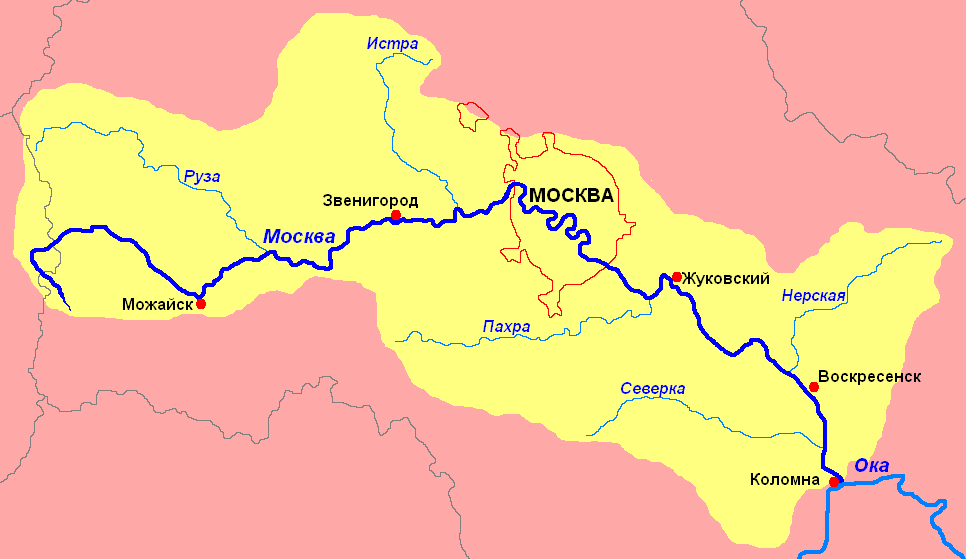
Mapa en ruso del río Moscova (Москва) —afluente del río Oká— en el que aparece abajo a la derecha Kolomna (Коломна)

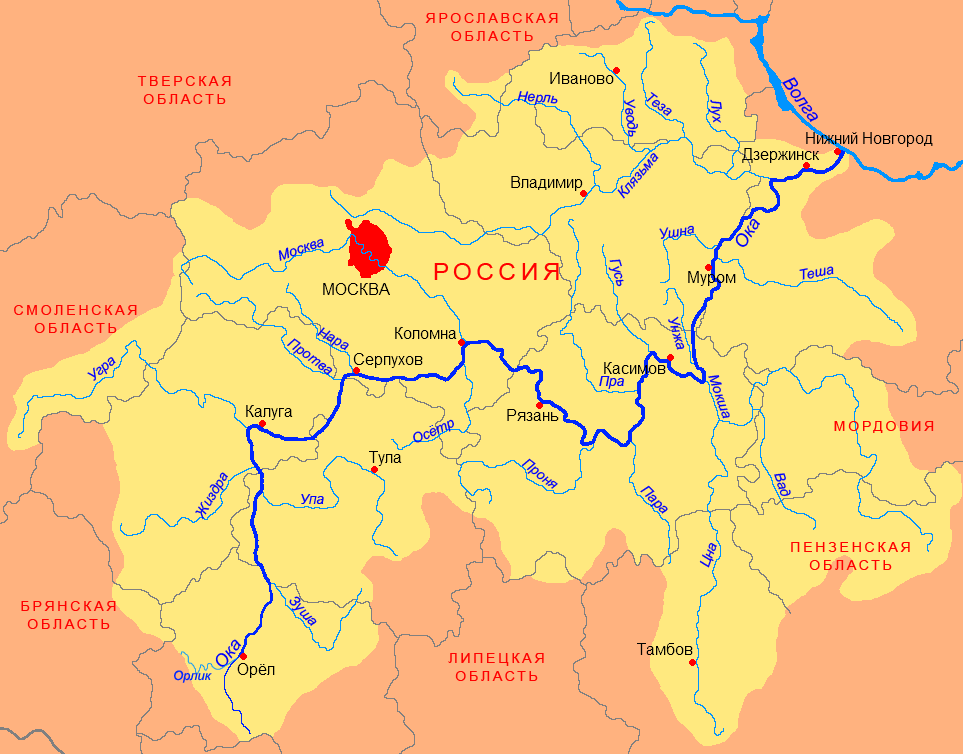
Mapa en ruso del río Oká —afluente del Volga— en el que aparece en su curso medio Kolomna (Коломна)

## Demografía
| 20.900 | 35.000 | 85.000 | 118.000 | 125.000 | 131.000 | 136.000 | 140.000 | 145.000 | 146.500 |

| 151.000 | 158.000 | 162.000 | 163.700 | 153.600 | 152.100 | 150.700 | 149.600 | 150.100 | 148.000 |

## Clima
| Parámetros climáticos promedio de Kolomna (extremos 1913-presente) | Parámetros climáticos promedio de Kolomna (extremos 1913-presente) | Parámetros climáticos promedio de Kolomna (extremos 1913-presente) | Parámetros climáticos promedio de Kolomna (extremos 1913-presente) | Parámetros climáticos promedio de Kolomna (extremos 1913-presente) | Parámetros climáticos promedio de Kolomna (extremos 1913-presente) | Parámetros climáticos promedio de Kolomna (extremos 1913-presente) | Parámetros climáticos promedio de Kolomna (extremos 1913-presente) | Parámetros climáticos promedio de Kolomna (extremos 1913-presente) | Parámetros climáticos promedio de Kolomna (extremos 1913-presente) | Parámetros climáticos promedio de Kolomna (extremos 1913-presente) | Parámetros climáticos promedio de Kolomna (extremos 1913-presente) | Parámetros climáticos promedio de Kolomna (extremos 1913-presente) | Parámetros climáticos promedio de Kolomna (extremos 1913-presente) |
| Mes                                                                | Ene.                                                               | Feb.                                                               | Mar.                                                               | Abr.                                                               | May.                                                               | Jun.                                                               | Jul.                                                               | Ago.                                                               | Sep.                                                               | Oct.                                                               | Nov.                                                               | Dic.                                                               | Anual                                                              |
| ------------------------------------------------------------------ | ------------------------------------------------------------------ | ------------------------------------------------------------------ | ------------------------------------------------------------------ | ------------------------------------------------------------------ | ------------------------------------------------------------------ | ------------------------------------------------------------------ | ------------------------------------------------------------------ | ------------------------------------------------------------------ | ------------------------------------------------------------------ | ------------------------------------------------------------------ | ------------------------------------------------------------------ | ------------------------------------------------------------------ | ------------------------------------------------------------------ |
| Temp. máx. abs. (°C)                                               | 8.3                                                                | 8.9                                                                | 19.5                                                               | 29.8                                                               | 34.1                                                               | 35.4                                                               | 39.5                                                               | 39.7                                                               | 30.3                                                               | 24.3                                                               | 16.0                                                               | 10.0                                                               | 30.9                                                               |
| Temp. máx. media (°C)                                              | -4.2                                                               | -3.4                                                               | 2.6                                                                | 12.0                                                               | 19.9                                                               | 23.3                                                               | 25.6                                                               | 23.7                                                               | 17.3                                                               | 9.5                                                                | 1.5                                                                | -2.7                                                               | 10.4                                                               |
| Temp. media (°C)                                                   | -7.1                                                               | -6.9                                                               | -1.6                                                               | 6.6                                                                | 13.9                                                               | 17.6                                                               | 19.7                                                               | 17.7                                                               | 11.9                                                               | 5.8                                                                | -0.9                                                               | -5.0                                                               | 6                                                                  |
| Temp. mín. media (°C)                                              | -10.2                                                              | -10.5                                                              | -5.6                                                               | 1.5                                                                | 7.7                                                                | 11.7                                                               | 14.0                                                               | 12.1                                                               | 7.2                                                                | 2.4                                                                | -3.2                                                               | -7.7                                                               | 1.6                                                                |
| Temp. mín. abs. (°C)                                               | -38.1                                                              | -40.4                                                              | -31.4                                                              | -22.5                                                              | -4.5                                                               | -0.7                                                               | 2.9                                                                | 0.1                                                                | -6.2                                                               | -15.1                                                              | -26.5                                                              | -40.8                                                              | -40.8                                                              |
| Precipitación total (mm)                                           | 41.4                                                               | 35.4                                                               | 31.2                                                               | 36.1                                                               | 50.1                                                               | 68.8                                                               | 69.8                                                               | 64.5                                                               | 52.1                                                               | 55.5                                                               | 41.1                                                               | 43.7                                                               | 589.7                                                              |
| Fuente: pogoda.ru.net                                              |                                                                    |                                                                    |                                                                    |                                                                    |                                                                    |                                                                    |                                                                    |                                                                    |                                                                    |                                                                    |                                                                    |                                                                    |                                                                    |

## Nativos destacados
- Vitalik Buterin, programador y informático ruso.
- Alekséi Botvíniev, futbolista ruso.
- Sergéi Gorshkov, almirante soviético.
- Filareto Drozdov, jefe espirítual de la Iglesia ortodoxa rusa.
- Mikhail Tyurin, astronauta ruso.

## Ciudades hermanadas
Kolomna se encuentra hermanada con:
- Astorga, España
- Maladzyechna, Bielorrusia
- Bauska, Letonia
- Raleigh, Carolina del Norte, Estados Unidos
- Moscú, Rusia